# 巨人疣冠變色龍
巨人疣冠變色龍，分布於馬達加斯加島南部和西南沿海的半沙漠地區，能耐較高的溫度，然而因棲地臨海，故仍需要高濕度。

## 外型
此物種是一種大型變色龍，雄性成體最大能達22－24英寸，雌性也可達18－20英寸，體型細長而消瘦；頭部上方有大型疣冠，分布圓形鱗片；背部具有一排棘刺，雄性較雌性多且大，在幼時即可分辨。

## 繁殖
巨人疣冠變色龍的繁殖較為簡單，正常形況下大約9－12個月便能達到性成熟。因體型較大的緣故，雌性個體一年約可生產1－2次，每次30－50顆卵。懷孕時呈紅色，為期4－6週左右。
1. 1 2  Uetz, Peter. . The Reptile Database.   [2013-01-25]. （原始内容存档于2020-10-19）.
2. ↑  Antonia M. Florio and Christopher J. Raxworthy. 2016. A Phylogeographic Assessment of the Malagasy Giant Chameleons (Furcifer verrucosus and Furcifer oustaleti). PLoS ONE. 11(6): e0154144. DOI: 10.1371/journal.pone.0154144